# Leen Van Brempt
Leen Van Brempt (5 oktober 1946) is een Belgische voormalige atlete, die zich had toegelegd op de lange afstand en het veldlopen. Zij werd eenmaal Belgisch kampioene.

## Biografie
Van Brempt werd in 1979 Belgisch kampioene op de 3000 m. Nadien was ze actief bij de masters en werd ze in 1982 in haar leeftijdscategorie Europees kampioene op de 1500 m en de 5000 m. Van Brempt was aangesloten bij Sgola Boechout, een club van het Sint-Gabriëlcollege.

## Belgische kampioenschappen
| Onderdeel | Jaar |
| --------- | ---- |
| 3000 m    | 1979 |

## Persoonlijk record
| Onderdeel | Prestatie | Datum            | Plaats  |
| --------- | --------- | ---------------- | ------- |
| 3000 m    | 9.23,4    | 12 augustus 1979 | Brussel |

## Palmares

### 3000 m
- 1979:  BK AC - 9.23,4